# 3634 Iwan
3634 Iwan este un asteroid din centura principală, descoperit pe 16 martie 1980 de Claes Lagerkvist.